# Vespola similissima
Vespola similissima är en fjärilsart som beskrevs av William Schaus 1915. Vespola similissima ingår i släktet Vespola och familjen nattflyn. Inga underarter finns listade i Catalogue of Life.